# Бжезьце (Люблінське воєводство)
Бжезьце (пол. Brzeźce) — село в Польщі, у гміні Стенжиця Рицького повіту Люблінського воєводства.
Населення — 356 осіб (2011).

## Демографія
Демографічна структура станом на 31 березня 2011 року:
|          | Загалом | Допрацездатний вік | Працездатний вік | Постпрацездатний вік |
| -------- | ------- | ------------------ | ---------------- | -------------------- |
| Чоловіки | 170     | 26                 | 122              | 22                   |
| Жінки    | 186     | 20                 | 112              | 54                   |
| Разом    | 356     | 46                 | 234              | 76                   |